# Canottaggio ai Giochi della XIX Olimpiade
Le competizioni del canottaggio dei Giochi della XIX Olimpiade si sono svolte nei giorni dal 13 al 19 ottobre 1968 nella Pista Olímpica de Remo y Canotaje Virgilio Uribe del Canal de Cuemanco, Città del Messico. 
Come a Tokyo 1964 si sono disputati sette eventi tutti maschili.

## Podi
| Evento                   | Oro | Perform. | Argento | Perform. | Bronzo | Perform. |
| Singolo (dettagli)       | Jan Wienese | 7'47"80  | Jochen Meißner | 7'52"00  | Alberto Demiddi | 7'57"19  |
| Due di coppia (dettagli) | Unione Sovietica Anatoly Sass Aleksandr Timošinin | 6'51"82  | Paesi Bassi Leendert van Dis Harry Droog                                                                                   | 6'52"80  | Stati Uniti Bill Maher John Nunn | 6'54"21  |
| Due senza (dettagli)     | Germania Est Jörg Lucke Heinz-Jürgen Bothe | 7'26"56  | Stati Uniti Lawrence Hugh Philip Johnson                                                                                   | 7'26"71  | Danimarca Peter Christiansen Ivan Larsen | 7'31"84  |
| Due con (dettagli)       | Italia Primo Baran Renzo Sambo Tim. Bruno Cipolla | 8'04"81  | Paesi Bassi Herman Suselbeek Hadriaan van Nes Tim. Roderick Rijnders                                                       | 8'06"80  | Danimarca Jørn Krab Harry Jørgensen Tim. Preben Krab | 8'08"07  |
| Quattro senza (dettagli) | Germania Est Frank Forberger Dieter Grahn Frank Rühle Dieter Schubert                                                                                     | 6'39"18  | Ungheria Zoltán Melis György Sarlós József Csermely Antal Melis                                                            | 6'41"64  | Italia Tullio Baraglia Renato Bosatta Pier Angelo Conti Manzini Abramo Albini | 6'44"01  |
| Quattro con (dettagli)   | Nuova Zelanda Richard Joyce Dudley Storey Ross Collinge Warren Cole Tim. Simon Dickie                                                                     | 6'45"62  | Germania Est Peter Kremtz Roland Göhler Manfred Gelpke Klaus Jacob Tim. Dieter Semetzky                                    | 6'48"20  | Svizzera Denis Oswald Hugo Waser Peter Bolliger Jakob Grob Tim. Gottlieb Fröhlich | 6'49"04  |
| Otto (dettagli)          | Germania Ovest Horst Meyer Dirk Schreyer Rüdiger Henning Wolfgang Hottenrott Lutz Ulbricht Egbert Hirschfelder Jörg Siebert Niko Ott Tim. Gunther Tiersch | 6'07"00  | Australia Alf Duval Michael Morgan Joe Fazio Peter Dickson David Douglas JR Ranch Gary Pearce Bob Shirlaw Tim. Alan Grover | 6'07"98  | Unione Sovietica Zigmas Jukna Antanas Bagdonavičius Volodymyr Sterlik Juozas Jagelavičius Aleksandr Martyshkin Vytautas Briedis Valentyn Kravchuk Viktor Suslin Tim. Yury Lorentsson | 6'09"11  |

## Medagliere
| Posizione | Paese            |   |   |   | Totale |
| --------- | ---------------- | - | - | - | ------ |
| 1         | Germania Est     | 2 | 1 | 0 | 3      |
| 2         | Paesi Bassi      | 1 | 2 | 0 | 3      |
| 3         | Germania Ovest   | 1 | 1 | 0 | 2      |
| 4         | Italia           | 1 | 0 | 1 | 2      |
| 5         | Unione Sovietica | 1 | 0 | 1 | 2      |
| 5         | Nuova Zelanda    | 1 | 0 | 0 | 1      |
| 7         | Stati Uniti      | 0 | 1 | 1 | 2      |
| 8         | Australia        | 0 | 1 | 0 | 1      |
| 8         | Ungheria         | 0 | 1 | 0 | 1      |
| 10        | Danimarca        | 0 | 0 | 2 | 2      |
| 11        | Argentina        | 0 | 0 | 1 | 1      |
| 11        | Svizzera         | 0 | 0 | 1 | 1      |
| Totale    | Totale           | 7 | 7 | 7 | 21     |